# القمر الورقي (فلم)
القمر الورقي (بالإنجليزية: Paper Moon) هو فيلم كوميدي تم إنتاجه في الولايات المتحدة وصدر في سنة 1973.

## طاقم التمثيل
- رايان أونيل
- تاتوم أونيل

## الميزانية والإيرادات
بلغت تكلفة إنتاج الفيلم حوالي 2.5 مليون دولار بينما حقق أرباحا تقدر بـ 30,933,743 دولار.

### ترشيحات وجوائز
| السنة | الحدث          | الفئة                   | النتيجة |
| ----- | -------------- | ----------------------- | ------- |
|       | جائزة الأوسكار | أفضل ممثلة في دور مساعد | فوز     |

## وصلات خارجية
- مقالات تستعمل روابط فنية بلا صلة مع ويكي بيانات

لا توجد روابط لمواقع التواصل الاجتماعي.